# Eosphoropteryx thyatyroides
Eosphoropteryx thyatyroides là một loài bướm đêm trong họ Noctuidae.